# Acacia cycnorum
Acacia cycnorum é uma espécie de leguminosa do gênero Acacia, pertencente à família Fabaceae.